# 薛洪
薛 洪（せつ こう、生没年不詳）は、中国後漢時代末期の政治家。

## 事跡
| 姓名           | 薛洪                 |
| 読み・ピンイン | せつこう〔Xuē Hóng〕 |
| 時代           | 後漢時代             |
| 生没年         | 〔不詳〕             |
| 字・別号       | 〔不詳〕             |
| 出身地         | 〔不詳〕             |
| 職官           | 長史                 |
| 爵位・号等     | 都亭侯               |
| 陣営・所属等   | 張楊→眭固→曹操       |
| 家族・一族     | 〔不詳〕             |

張楊配下の長史。建安3年（198年）11月、呂布を支援していた張楊は、曹操に寝返ろうとした楊醜に殺害されてしまったが、その同僚眭固が仇を討った。薛洪は同僚の繆尚と共に、眭固を新たな主君に擁立する事とした。
建安4年（199年）、眭固は呂布滅亡後の苦境を打開するため、薛洪と繆尚に根拠地河内の射犬城を守らせ、自身は北方へ向かい袁紹に救援を求めようとした。しかし、その途上で曹操軍の迎撃に遭い眭固は戦死してしまった。この後、曹操配下の董昭が単身使者として射犬に入り薛洪と繆尚を説得したため、2人は開城し降伏する事となった。
薛洪は曹操陣営でも厚遇された模様で、建安18年（213年）の曹操に魏公受諾を薦める書状に、都亭侯として名を列ねている。没年は明らかでない。